# كأس المكسيك 1989–90
كأس المكسيك 1989–90 (بالإسبانية: Copa México 1989-90)‏ هو موسم من كأس المكسيك. كان عدد الأندية المشاركة فيه 20، وفاز فيه نادي بويبلا.